# Microsoft Flight Simulator
Microsoft Flight Simulator（マイクロソフトフライトシミュレータ、通称：MSFS）はマイクロソフトが開発しているフライトシミュレーションゲームである。

## 概要
もともとはSubLOGICという会社が1979年にApple ComputerのApple II向けに開発したものであるが、これをマイクロソフトが買収して現在に至っている（開発チームはACE Studioと呼ばれていた）。
後期バージョンでは、アドオンと呼ばれる、PCゲームのMODに相当する追加データを開発するSDKが配布されており、飛行機・ヘリコプターなどの機体アドオン、地形・テクスチャ・都市や空港などのシーナリーアドオン、本フライトシミュレーターとデータをやりとりできるアプリケーションなどを開発でき、有償・無償含め数多くのアドオンが公開されている。
本シミュレーターに同梱されている機体データのうち、旅客機などでは、元となる実際の航空機の装置・動作などがある程度簡略化されて収録されているが、
主に有償の機体アドオンを中心に、実機の装置・挙動を忠実に再現したものが公開されている。
これら多種多様なアドオンをユーザーが自由に取捨選択することにより、気軽に遊覧飛行を楽しみたいユーザーや、現実の旅客機の運行を忠実に再現したいユーザーなど、幅広い需要に柔軟に対応しているのが特徴である。
長らく2〜3年おきに発売されるのが恒例であったが、マイクロソフトのMSFS開発チームであるACE Studioが人員削減の一環として2009年1月をもって閉鎖されたため、Flight SimulatorXが事実上の最終作となる。
なお、2010年8月に米国Microsoft GamesStudiosから後継シリーズMicrosoft Flightの開発が発表され、2012年1月にはハワイ諸島限定の無償オンラインゲーム版（Games for Windows‐LIVEアカウント所有者に対し、ダウンロード提供）として発表された。今後、接続料（他、開発が予想されるハワイ以外の他地域シーナリーデータなど）が有償課金化されるかについては、現在の所、広報されていない。
ロッキード・マーティンはMicrosoft Flight Simulatorの知的財産権を取得し、またACES Studioの開発スタッフを集めるなどして2010年11月にPrepar3Dバージョン1.0をリリースした。

### P3D - ロッキード・マーティン Prepar3D
2009年、ロッキード・マーティンはMicrosoft ESP（エンタープライズシミュレーションプラットフォーム）製品の知的財産（ソースコードを含む）を買収するため、Microsoftと交渉したことを発表した。Microsoft ESPは、Flight Simulator X SP2の商用バージョンである。2010年5月17日、ロッキードは、ESPのソースコードに基づいて新製品「ロッキード・マーチン Prepar3D」を製作することを発表した。ロッキードは元ACESスタジオチームのメンバーを雇用し、製品の開発を続けた。2011年4月、バージョン1.1がリリースされた。小売ライセンス費用は499ドル、開発者ライセンスは月額9.95ドルで利用可能だった。2012年3月、バージョン1.3のリリースとともに、価格戦略が改訂された。プロフェッショナルエディションは現在199ドルで利用可能で、アカデミックライセンスは59.95ドルで利用可能である。
2013年、バージョン2をリリースした。2015年、バージョン3をリリースした。2017年5月、64ビットのバージョン4をリリースした。

## 歴代バージョン
| 1982 | Flight Simulator 1.0              |
| 1983 |                                   |
| 1984 | Flight Simulator 2.0              |
| 1985 |                                   |
| 1986 |                                   |
| 1987 |                                   |
| 1988 | Flight Simulator 3.0              |
| 1989 | Flight Simulator 4.0              |
| 1990 |                                   |
| 1991 |                                   |
| 1992 |                                   |
| 1993 | Flight Simulator 5.0              |
| 1994 |                                   |
| 1995 | Flight Simulator 5.1              |
| 1996 | Flight Simulator for Windows 95   |
| 1997 | Flight Simulator 98               |
| 1998 |                                   |
| 1999 | Flight Simulator 2000             |
| 2000 |                                   |
| 2001 | Flight Simulator 2002             |
| 2002 |                                   |
| 2003 | Flight Simulator 2004 翼の創世記  |
| 2004 |                                   |
| 2005 |                                   |
| 2006 | Flight Simulator X                |
| 2007 |                                   |
| 2008 |                                   |
| 2009 |                                   |
| 2010 |                                   |
| 2011 |                                   |
| 2012 |                                   |
| 2013 |                                   |
| 2014 | Flight Simulator X: Steam Edition |
| 2015 |                                   |
| 2016 |                                   |
| 2017 |                                   |
| 2018 |                                   |
| 2019 |                                   |
| 2020 | Flight Simulator                  |
| 2021 |                                   |
| 2022 |                                   |
| 2023 |                                   |
| 2024 | Flight Simulator 2024             |

### Flight Simulator Version 1
初代フライトシミュレータ。1979年1月にApple II版が発売された。画面表示こそ280x192ドット4色にワイヤーフレームであったが、コックピット視点に計器表示という基本画面構成は最新版まで引き継がれている。1982年11月にはIBM-PC版も発売された。

### Flight Simulator Version 2
1983年12月発売。Apple II、IBM-PC、Atari ST、アミーガで発売されたほか、1986年にはサブロジックの日本法人自らがNECのPC9800シリーズにも移植している。別売のシーナリーディスクによるデータ追加を実現。Apple II用としては本作が最期のバージョンとなった。

### Flight Simulator Version 3
1988年9月発売。本作からマイクロソフトが販売を担当するようになり、同社の社名を冠することとなった。IBM-PC版ほか。解像度がEGAまで上がり、より高精細な画面を実現した。

### Flight Simulator Version 4
1989年発売。わずか1年でのバージョンアップだったが、仮想空間の表現に初めてポリゴンを使用するという革新的なものだった。対応OSはPC/AT互換機のDOS。グラフィックはEGA（640x350ドット、16色、ただしPC9800では640x400ドット、16色）により計器類の表示が精密になった。

### Flight Simulator Version 5
1993年にPC/AT互換機のDOSおよびDOS/V用ソフトウェアとして発売。フライトシミュレータブーム初期の作品で、これを遊ぶためにパソコンを買うと言わしめたソフトのひとつでもある。
販売媒体はフロッピーディスク2枚組。画面表示がSVGA（640x480ドット、256色）、グラフィックエンジンはポリゴンにテクスチャーが張られるようになり実写的な表現がされるようになり、サウンドカードによるエンジン音およびエフェクト音がフルサポート。ジョイスティックによる操作が可能になり、FS98までほぼ同じ表示エンジンを使用するなど後のバージョンに続く基本形となる。

### Flight Simulator 95
1996年に発売され、媒体がCD-ROMとなり、コード・データ量が飛躍的に向上した。Windows 95によってパソコンが一般家庭にも急速に普及していたのも手伝い大ヒットした。フライトシミュレータの火付け役となった作品である。なお、前年の1995年に全ての権利がサブロジックからマイクロソフトに売却された。

### Flight Simulator 98
1997年発売。FSFW95には入っていなかったMS純正シーナリー（FS98以前は別売だった「Japan」や「Hawaii」、「Caribbean」等）を収録した。それにより空港数が大幅に増加したが、空港の風景は殺風景なままだった。アドベンチャーも豊富に用意され、航空機もリアジェット35Aがリアジェット45へ変更になった他、セスナ 182S スカイレーン、ベル 206B ジェットレンジャー IIIヘリコプターが追加された。なお、FS98になってマルチプレイ機能が初めて追加された。
リアリティは劣るものの動作の軽快さから未だに使っている人も多い。
2007年12月現在、FlightSim.com（フライトシミュレーターの総合サイト）には、製作されたFS98のアドオンが未だにアップされている。
この頃からマイクロソフト側がサードパーティーによるアドオンを認めるようになった（ただし、アドオン追加による正常動作を保証するものではない）。

### Flight Simulator 2000
1999年に発売されたバージョンで、Standard EditionとProfessional Editionがある。Professional版にはStandard版にはない機能（新たな機体、IFR訓練パネルなど）が標準装備となっている。
このバージョンでは空港の数が大幅に増え、前作の約3,000件から約20,000件へとなり、ほぼ全世界の空港を収録するようになった。また新たな機体としてパッケージ表紙にも大きく描かれているコンコルドと、当時運用開始したばかりのボーイング777が含まれている。
ただし当時の最高性能のパソコンでも、FS2000を快適に動かせるものはないといわれるほど動作が重かった。

### Flight Simulator 2002
2001年に発売されたバージョンで、このバージョンから正式にフォトシーナリがサポートされるようになった。これによりフォトシーナリもデフォルトのシーナリと同じ扱いで描画されるようになりフレームレートが極端に落ち込むといったことがなくなった。
このバージョンにもStandard版とProfessional版があるが、日本ではProfessional版のみが販売されている。

### Flight Simulator 2004 A Century of Flight
2003年に発売されて、ライト兄弟の人類初飛行から100周年を記念したバージョン。通称FS9。日本ではFlight Simulator 2004 翼の創世紀として販売されている。
人類初飛行100周年を記念したバージョンのため、1903 ライト フライヤーやライアン NYP スピリット オブ セントルイスなど歴史的名機を多数収録している。また雲の描画を従来の2D（擬似3D）雲から3D雲にしたことによりふわっとした感じがリアルに再現されるようになった。その他ATCやGPSの改良などが図られている。
とても画面が美しくなりリアルになったが、前バージョンのFlight Simulator 2002よりも動作が軽いと評価されている。

### Flight Simulator X
オブジェクトの自動生成機能がより一層細かくなり、船や車、木などが表示される。DirectX10対応タイトルとして開発が進められていることもあり描画が大幅に改善された。このバージョンよりWindows Vistaの動作保証が付いた。
英語版では「Deluxe Edition」と「Standard Edition」の2種類が発売されており、「Deluxe Edition」には「Standard Edition」に収録されていない機体やソフトウェア開発キットなどが含まれている。なお、日本では日本語版オリジナルの1種類のみが発売されている。
日本版では50以上用意される「ミッション」の音声の吹替に、総計31名の豪華声優陣を起用する。また、ATCについては日本版オリジナルで、いわゆる「日本人英語」が再現される。こちらは、実際の管制官・航空運航関係者が起用され、よりリアルな飛行環境の提供がなされた。また、機体データや地形データがより現実に近くなった。
なお細かい所では、2004まで上昇可能高度が100,000ft迄であったが、このバージョンでは1,000,000ftとなっている（なおこれによりシェアアドオンメーカー「CaptainSim」ではスペースシャトル（オービタ）のアドオンをリリースしている）。
英語版については2006年10月17日に、日本語版は2007年1月26日にそれぞれ発売された。
ちなみにFlight Simulator Xを快適に動作させるにはPentium D 3.2GHz以上のプロセッサ、DirectX10対応アッパーミドルレンジ並(Geforce8600GTS RadeonHD 2600XT)、2GB以上のメモリーなど、推奨動作環境以上の性能を持つパソコンが必要。
また、マイクロソフトから発売される、初めての拡張パック『Microsoft Flight Simulator X: 栄光の翼』が2007年12月14日に発売された。
開発チームの解散によって、長らくMSFSシリーズの事実上の最終作とされてきたが、新たにゲーム会社のAsobo Studioが新作の開発に着手し、14年ぶりに2020年版のフライトシミュレーターがリリースされた。

### Flight Simulator (2020年)
2019年のE3で発表された14年ぶりの新作。ダウンロード版が2020年8月18日にWindows版、2021年7月27日にXbox Series X|S版が配信された。パッケージ版は、2021年7月27日にXbox Series X|S版、2021年11月19日にWindows版が発売された。
本作では衛星データ、航空画像データを元にマイクロソフトのAzure AIで処理を加え、地球上にある無数の建物、樹木、草、街灯などのオブジェクトが自動生成され、グラフィックが大幅に強化された。航空力学エンジンや気象システムなども根本的に作り直され、航空機の挙動もより現実的に再現されている。

### Flight Simulator 2024
2023年6月開催の「Fright SimulatorExpo 2023」で発表された。2024年11月19日にWindows版、Xbox Series X|S版が配信開始された。Game Pass加入者にもStandard Editionが配信されている。